# Ivan Zabelin
Ivan Iegórovitx Zabelin, rus: Ива́н Его́рович Забе́лин, (1820 - 1886) fou un arqueòleg i historiador rus. Va fer importants recerques a Rússia i va publicar en rus "Les antiguitats de l'Escítia herodotiana" (1866 i 1873). Va escriure també sobre la vida dels tsars dels segles xvi i xvii i sobre la societat russa en temps antics.

## Publicacions
- Materialy dlja istorii, archeologii i statistiki goroda Moskvy ("Materials per a la història, l'arqueologia i l'estadística de la ciutat de Moscou"), 1884-91
- Istorija goroda Moskvy ("Història de la ciutat de Moscou"), 1902)
- Russkoe iskusstvo ("L'art rus"), 1900